# Adelognathus ungularis
Adelognathus ungularis là một loài tò vò trong họ Ichneumonidae.